# Alice Munro
Alice Ann Munro, kanadska pisateljica, * 10. junij 1931, Wingham, Ontario, Kanada, † 13. maj 2024.
Leta 2013 je prejela Nobelovo nagrado za književnost in je s tem postala šele trinajsta ženska, ki je prejela najvišje priznanje za književnost. Edini Kanadčan pred njo je bil Saul Bellow.

## Življenje
Alice Ann Laidlaw se je rodila v Winghamu, Ontario, kmetovalcu Robertu Ericu Laidlawu, učiteljici Anne Clarke Laidlaw (rojena Chamney).  Pisati je začela že v najstniških letih, leta 1950, ko je študirala angleški jezik na Univerzi v Zahodnem Ontariu, pa je objavila svojo prvo zgodbo The Dimensions of a Shadow. V tem času je delala kot natakarica, pobiralka tobaka in knjižničarka. Leta 1951 se je poročila s sošolcem Jamesom Munrojem in se preselila v Dundarave, v Zahodni Vancouver. Leta 1963 sta se preselila v Victorio, kjer sta ustanovila Munro's Books.

## Delo in nagrade
Munro je za svojo prvo zbirko zgodb Dance of the Happy Shades (1968) prejela Governor General's Award, ki je najvišja kanadska nagrada za literaturo. Leta 1971 je izdala zbirko Lives of Girls and Women in leta 1978 zbirko Who Do You Think You Are? Zanjo je prejela drugo General's Literary Award. Med letoma 1979 in 1982 je potovala po Avstraliji, Kitajski in Skandinaviji, kjer se je udeleževala predstavitev in branj svojih del. 
Njene zgodbe so pogosto postavljene v majhna mesteca, kjer se želja po družbeno sprejemljivem obstoju pogosto izrazi v težavnih odnosih in moralnih dilemah - težavah, ki izvirajo iz generacijskih razlik in različnih ambicij v življenju. Njena stanovska kolegica Joyce Carol Oates je o njej dejala, da imajo njene kratke zgodbe gostoto - moralno, čustveno, včasih zgodovinsko - kakršno sicer najdemo v romanih.

## Dela
- Dance of the Happy Shades (1968)
- Lives of Girls and Women
- Something I've Been Meaning to Tell You
- Who Do You Think You Are? (1978)
- The Moons of Jupiter (1982)
- The Progress of Love (1986)
- Friend of My Youth (1990)
- Open Secrets (1994)
- The Love of a Good Woman – (1998)
- Sovraži me, rad me ima, dvori mi, ljubezen da, mož in žena sva (Hateship, Friendship, Courtship, Loveship, Marriage, 2001)
- Runaway (2004)
- The View from Castle Rock (2006)
- Preveč sreče (Too Much Happiness, 2009)
- Dear Life (2012)